# Joigne
La Joigne est une rivière française de Normandie, affluent de la Vire en rive gauche, dans le département de la Manche.

## Géographie
La Joigne prend sa source dans le bois de Soulles, au sud-est du territoire de Saint-Martin-de-Bonfossé et prend la direction du nord-ouest. Elle réoriente son cours vers le nord puis le nord-est après Dangy. Elle passe au nord du bourg de Canisy et se joint aux eaux de la Vire entre Saint-Lô et Saint-Ébremond-de-Bonfossé, après un parcours de 13,1 km en pays saint-lois.

## Bassin et affluents
Le bassin de la Joigne s'étend sur 33 km2 à l'ouest du pays saint-lois, entre le bassin de la Sienne par son affluent la Soulles au sud et ceux d'autres affluents de la Vire dont la Terrette, à l'ouest, et l'Hain et le Coquillot, à l'est. Le confluent est au nord-est du bassin. L’ensemble de son chevelu s’inscrit sur dix communes :  Saint-Lô, Saint-Ébremond-de-Bonfossé, Saint-Gilles, Saint-Martin-de-Bonfossé, Canisy, Quibou, Carantilly, Dangy, Soulles et Cerisy-la-Salle.
La Joigne reçoit les eaux de la rivière de la Chaussée et du ruisseau des Bois.

## Communes traversées
Saint-Lô, Saint-Ébremond-de-Bonfossé, Saint-Gilles, Saint-Martin-de-Bonfossé, Canisy, Quibou, Carantilly, Dangy, Soulles et Cerisy-la-Salle.